# Santiago Ventura
Santiago Ventura Bartomeu (Castellón de la Plana, 5 gennaio 1980) è un ex tennista spagnolo, professionista dal 2001 al 2011.
In carriera ha raggiunto la 65ª posizione del ranking in singolare e la 37º in doppio. Ha raggiunto una sola finale dell'ATP Tour a Casablanca nel 2004, quando ha sconfitto in finale lo slovacco Dominik Hrbatý in tre set. In doppio si è aggiudicato cinque tornei oltre a tre finali perse.
In singolare vanta anche quattro successi in tornei challenger e altri dieci in tornei futures, in doppio 23 challenger e 16 futures.

## Statistiche

### Singolare

#### Vittorie (1)
| Legenda                                                       |
| Grande Slam (0)                                               |
| Tennis Masters Cup / ATP World Tour Finals (0)                |
| Masters Series / ATP World Tour Master 1000 (0)               |
| Giochi olimpici (0)                                           |
| ATP International Series Gold / ATP World Tour 500 Series (0) |
| ATP International Series / ATP World Tour 250 Series (1)      |

| Numero | Data           | Torneo                           | Superficie  | Avversario in finale | Punteggio     |
| 1.     | 24 maggio 2004 | Grand Prix Hassan II, Casablanca | Terra rossa | Dominik Hrbatý       | 6-3, 1-6, 6-4 |

### Doppio

#### Vittorie (8)
| Legenda                                                       |
| Grande Slam (0)                                               |
| Tennis Masters Cup / ATP World Tour Finals (0)                |
| Masters Series / ATP World Tour Master 1000 (0)               |
| Giochi olimpici (0)                                           |
| ATP International Series Gold / ATP World Tour 500 Series (1) |
| ATP International Series / ATP World Tour 250 Series (4)      |

| Numero | Data             | Torneo                            | Superficie  | Compagno          | Avversari in finale           | Punteggio         |
| 1.     | 7 febbraio 2005  | Movistar Open, Viña del Mar       | Terra rossa | David Ferrer      | Gastón Etlis Martín Rodríguez | 6-3, 6-4          |
| 2.     | 28 febbraio 2005 | Abierto Mexicano Telcel, Acapulco | Terra rossa | David Ferrer      | Jiří Vaněk Tomáš Zíb          | 4–6, 6–1, 6–4     |
| 3.     | 25 maggio 2008   | Grand Prix Hassan II, Casablanca  | Terra rossa | Albert Montañés   | James Cerretani Todd Perry    | 6–1, 6–2          |
| 4.     | 10 gennaio 2010  | Aircel Chennai Open, Chennai      | Cemento     | Marcel Granollers | Lu Yen-hsun Janko Tipsarević  | 7-5, 6-2          |
| 5.     | 9 maggio 2008    | BMW Open, Monaco di Baviera       | Terra rossa | Oliver Marach     | Eric Butorac Michael Kohlmann | 5–7, 6–3, [16–14] |

#### Final perse (3)
| Legenda                                                       |
| Grande Slam (0)                                               |
| Tennis Masters Cup / ATP World Tour Finals (0)                |
| Masters Series / ATP World Tour Master 1000 (0)               |
| Giochi olimpici (0)                                           |
| ATP International Series Gold / ATP World Tour 500 Series (0) |
| ATP International Series / ATP World Tour 250 Series (3)      |

| Numero | Data              | Torneo                       | Superficie  | Compagno          | Avversari in finale              | Punteggio         |
| 1.     | 17 febbraio 2008  | Brasil Open, Costa do Sauípe | Terra rossa | Albert Montañés   | Marcelo Melo André Sá            | 6-4, 2-6, [7-10]  |
| 2.     | 22 febbraio 2009  | Copa Telmex, Buenos Aires    | Terra rossa | Nicolás Almagro   | Marcel Granollers Alberto Martín | 3-6, 7-5, [8-10]  |
| 3.     | 27 settembre 2010 | BCR Open Romania, Bucarest   | Terra rossa | Marcel Granollers | Juan Ignacio Chela Łukasz Kubot  | 2-6, 7-5, [11-13] |